# Aleksandr Ryżow
Aleksandr Iwanowicz Ryżow (ros. Алекса́ндр Ива́нович Рыжо́в, ur. 23 listopada?/5 grudnia 1895 we wsi Kirjanicha w guberni kostromskiej, zm. 14 grudnia 1950 w Moskwie) – radziecki dowódca wojskowy, generał porucznik gwardii, Bohater Związku Radzieckiego (1945).

## Życiorys
Skończył szkołę realną w Kineszmie, 1916 został powołany do rosyjskiej armii, 1917 ukończył szkołę podchorążych, uczestniczył w I wojnie światowej. 
W grudniu 1918 wstąpił do Armii Czerwonej, brał udział w wojnie domowej na Froncie Północnym, Północno-Zachodnim i Południowym jako dowódca plutonu, kompanii i batalionu, 1924 ukończył wyższe kursy kadry dowódczej, później studiował w Akademii Wojskowej im. Frunzego. W 1938 został zastępcą dowódcy dywizji piechoty, 1940 ukończył kursy przy Akademii Sztabu Generalnego i w kwietniu 1940 został komendantem 80 (Rybińskiego) Rejonu Ufortyfikowanego Odeskiego Okręgu Wojskowego.
Od czerwca 1941 walczył w wojnie z Niemcami i Rumunią. Od września 1941 do lutego 1942 dowodził 296 Dywizją Piechoty 9 i 18 Armii Frontu Południowego, od lutego do maja 1942 był zastępcą dowódcy, a od maja do lipca 1942 dowódcą 3 Gwardyjskiego Korpusu Piechoty Frontu Południowego, z którą brał udział w woronesko-woroszyłowgradzkiej operacji obronnej. Od lipca 1942 do 5 stycznia 1943 dowodził 56 Armią Frontu Południowego/Północno-Kaukaskiego i Czarnomorskiej Grupy Wojsk Frontu Zakaukaskiego, walczył m.in. pod Rostowem nad Donem i na Kubaniu, od 5 stycznia do 11 lutego 1943 dowodził 18 Armią, od 11 lutego do 17 marca 1943 46 Armią (która wyzwoliła Krasnodar), a od 17 marca do 12 lipca 1943 47 Armią Frontu Północno-Kaukaskiego/Rezerwowego/Stepowego. Od 28 lipca 1943 do stycznia 1944 był zastępcą dowódcy 37 Armii Frontu Stepowego/2 Ukraińskiego, uczestniczył w krzemieńczuckiej operacji zaczepnej, forsowaniu Dniepru i operacji niżniednieprowskiej, od stycznia do 28 marca 1944 dowodził 4 Gwardyjską Armią 1 Frontu Ukraińskiego, która brała udział w kirowohradzkiej operacji zaczepnej i korsuń-szewczenkowskiej operacji zaczepnej. Od 28 marca do 27 maja 1944 dowodził 70 Armią 2 i 1 Frontu Białoruskiego, od lipca 1944 do końca wojny dowodził 28 Gwardyjskim Korpusem Piechoty 8 Gwardyjskiej Armii 1 Frontu Białoruskiego, podczas operacji białoruskiej przerwał niemiecką obronę, później zajął Lublin, 2 listopada 1944 otrzymał stopień generała porucznika. Uczestniczył w operacji wiślańsko-odrzańskiej, sforsował Wartę, później brał udział w operacji berlińskiej.
Po wojnie nadal dowodził korpusem, a od kwietnia 1949 3 Armią Uderzeniową w Grupie Wojsk Radzieckich w Niemczech. 
Został pochowany na Cmentarzu Nowodziewiczym.

## Odznaczenia
- Złota Gwiazda Bohatera Związku Radzieckiego (6 kwietnia 1945)
- Order Lenina (czterokrotnie)
- Order Czerwonego Sztandaru (dwukrotnie)
- Order Suworowa II klasy (8 lutego 1943)
- Medal jubileuszowy „XX lat Robotniczo-Chłopskiej Armii Czerwonej”
- Medal „Za obronę Kaukazu”
- Medal „Za zwycięstwo nad Niemcami w Wielkiej Wojnie Ojczyźnianej 1941–1945”
- Medal „Za wyzwolenie Warszawy”
- Medal „Za zdobycie Berlina”
- Medal za Odrę, Nysę, Bałtyk (Polska Ludowa)